# Товарна
Това́рна — село в Україні, у Самбірському районі Львівської області. Населення становить 168 осіб.
1 квітня 1927 р. сільська гміна (самоврядна громада) Товарня вилучена зі Старосамбірського повіту і приєднана до Добромильського повіту Львівського воєводства.
У селі є церква Покрови Пресвятої Богородиці парафії ПЦУ.